# Purwasari (Garawangi)
Purwasari is een bestuurslaag in het regentschap Kuningan van de provincie West-Java, Indonesië. Purwasari telt 5358 inwoners (volkstelling 2010).